# Fissidens micronesicus
Fissidens micronesicus är en bladmossart som beskrevs av H. O. Whittier in H. A. Miller, H. O. Whittier och Bonner 1963. Fissidens micronesicus ingår i släktet fickmossor, och familjen Fissidentaceae. Inga underarter finns listade i Catalogue of Life.